# Xiphiagrion cyanomelas
Xiphiagrion cyanomelas – gatunek ważki z rodziny łątkowatych (Coenagrionidae). Występuje w Indonezji, Malezji (stany Sarawak i Sabah na Borneo), Brunei, na Filipinach, w Papui-Nowej Gwinei oraz na Wyspach Salomona. Gatunek szeroko rozpowszechniony i bardzo pospolity.